# Sentheim

Sentheim este o comună în departamentul Haut-Rhin din estul Franței. În 2009 avea o populație de 1.581 de locuitori.

## Evoluția populației
| An        | 1975 | 1982  | 1990  | 1999  | 2006  | 2009  |
| --------- | ---- | ----- | ----- | ----- | ----- | ----- |
| Populație | 927  | 1.042 | 1.162 | 1.378 | 1.478 | 1.581 |